# إيفان بابيتش (لاعب كرة قدم)
إيفان بابيتش (بالصربية: Иван Бабић)‏ هو لاعب كرة قدم صربي في مركز الدفاع، ولد في 2 يناير 1981 في Novo Selo (Vrnjačka Banja) ‏ في صربيا. لعب مع راد بيوغراد ونابريداك كروشيفاتس ونادي أوبليتش ونادي بارتيزان.